# Police nationale (Bolivie)
Pour les autres articles nationaux ou selon les autres juridictions, voir Police nationale.
La Policía Nacional de Bolivia (PNB) est la principale force de sécurité de la Bolivie. Elle est créée le 24 juin 1826 par une loi d'Antonio José de Sucre. La police a pour mission la défense de la société et la conservation de l'ordre public en suivant les lois boliviennes.
Les forces de polices sont constituées de 31 000 employés. Contrairement à d'autres pays d'Amérique latine, les forces de police bolivienne ont toujours été responsables devant le gouvernement plutôt que devant les élus régionaux ou locaux.
La loi de 1950 sépare la police des forces militaires mais la police fait souvent appel à l'armée pour réprimer des émeutes et des manifestations civiles.
Le numéro d'appel d'urgence pour la police est le 110.

## Histoire
Antonio José de Sucre a mis en place la première force de police bolivienne le 24 juin 1826 mais la Police Nationale n'est officiellement créée qu'en 1886. Elle devient institutionnalisée au niveau national en 1937 avec la création du Cuerpo Nacional de Carabineros et de son école, l'Escuela de Policía renommée plus tard Academia Nacional de Policías. Les Carabiniers sont constitués après la guerre du Chaco avec la Police militaire, le Cuerpo de Gendarmería, la Policía de Seguridad et le Regimiento de Carabineros.
Les forces de police bolivienne ont toujours été responsables devant le gouvernement plutôt que devant les élus régionaux ou locaux. Le concept de pouvoir de police centralisé est établi par la constitution. La Loi sur la Police de 1886 formalise le système qui est utilisé pendant la première moitié du XXe siècle. La loi n°311 de 1950 réforme profondément le système.
Jusqu'à la révolution de 1952 les forces de police dépendent de l'armée et du Ministère de la Défense Nationale. L'armée assume la plupart des fonctions de police et traite la police comme une unité de réserve à appeler en cas d'urgence. Après 1952, la police est réformée et se voit confier plus de missions. La police et les carabiniers sont sous le contrôle du Ministère de l'Intérieur. Cependant la police est toujours commandée par un officier de l'armée et a un statut et une paye moins important que l'armée.

## Mission
La mission constitutionnelle de la police est de préserver l'ordre public, de protéger la société et de garantir le respect des lois. La police est également chargée de protéger les représentations diplomatiques étrangères. La constitution stipule que le président de la république est le commandant en chef des forces de police. Le président, à travers le ministère de l'intérieur, de l'immigration et de la justice, nomme le directeur général du Cuerpo de Policía Nacional. En cas d'urgence, le président a le pouvoir d'administrer directement les activités de la police. En cas de guerre, les forces de polices peuvent être placées sous le commandement des forces armées durant le conflit.

## Organisation

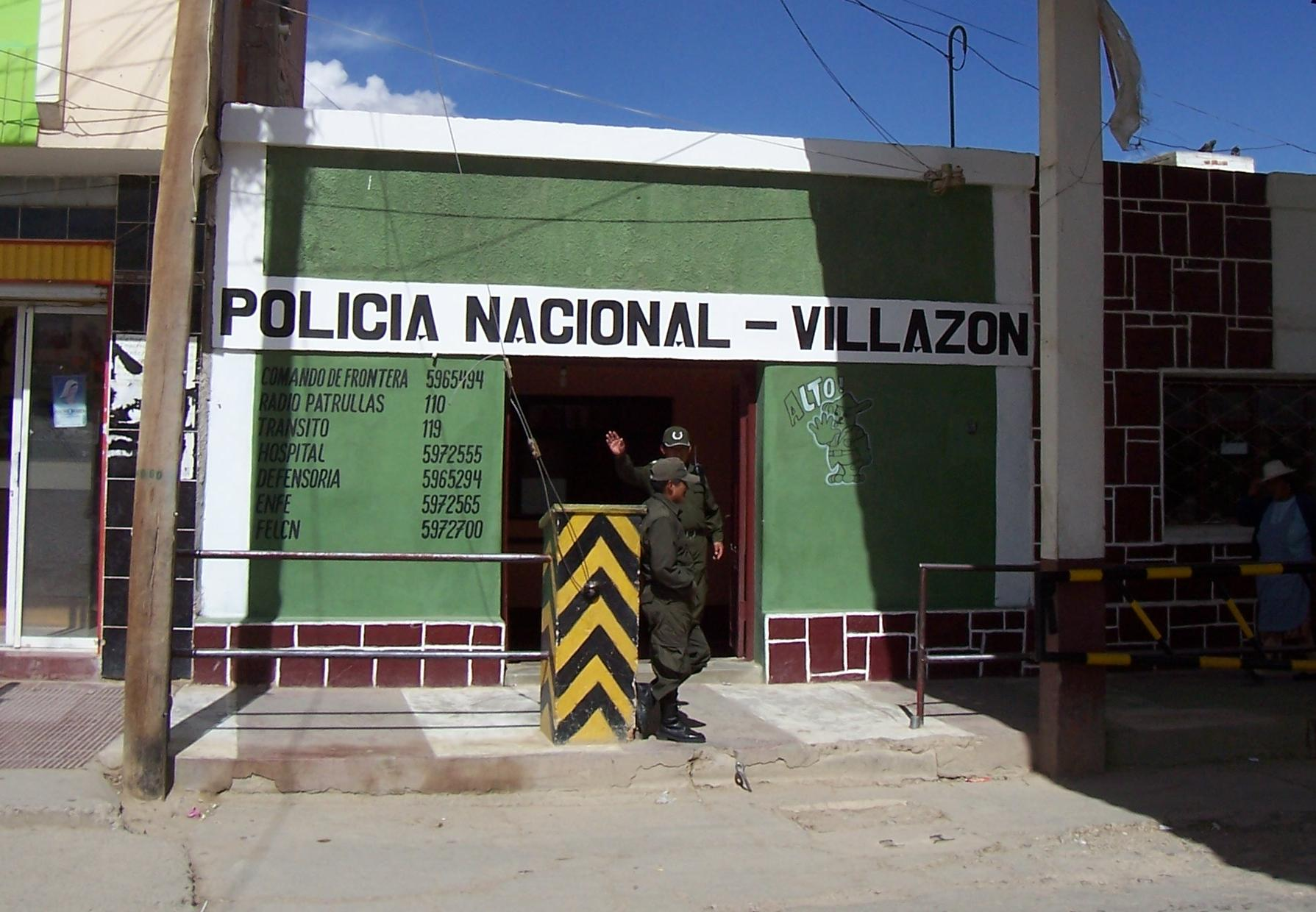
Police Nationale à Villazón, à la frontière avec l'Argentine.

La police, qui comprend 31 000 employés en 2000, consiste en 
- lAdministración General
- les 5000 paramilitaires de la Guardia Nacional aussi appelée Carabineros
- la Dirección de Investigaciones Nacionales qui collabore avec Interpol
- la Policía de Aduana
- la Policía de Tránsito
- le Servicio Nacional de Carreteras qui dépend du Ministères des Transports et des Communications
- le Cuerpo de Bomberos
- l'école de police

### Commandement
La police nationale est dirigée par un Commandant Général.

### Organisation régionale
Chaque département de Bolivie a un district de police divisé en plusieurs zones. Le quartier général de chaque district se trouve dans la capitale de chaque département.

### Police municipale
Toutes les municipalités ont le pouvoir de lever une force de police pour faire respecter les décrets locaux. Cependant seul La Paz dispose d'une police municipale appelée Policía Municipal de La Paz.

## Forces de police spéciales

### Grupo Especial de Seguridad
Le Groupe Spécial de Sécurité (Grupo Especial de Seguridad—GES) est composée d'environ 450 policiers organisés en compagnies à moto. Ils sont mobilisés pour rétablir l'ordre public ou pour répondre à une attaque contre la propriété privée.
Le GES est également chargé des opérations anti-terroristes. En Mars 1987, la police française forme durant 3 mois 400 membres du GES dans le but de former une unité chargée de répondre aux prises d'otage. En juin 1987 la police annonce la création d'un commandement antiterroriste de 22 policiers, la Brigada de Intervención Polivalente—BIP chargée de résoudre les affaires de kidnapping et de prise d'otage.

### Fuerza Especial Antiterrorista de Elite
Le gouvernement de Jaime Paz Zamora charge la Force spéciale antiterroriste d'élite (Fuerza Especial Antiterrorista de Elite—FEAE) de gérer les affaires de terrorisme.

### Lutte contre le narcotrafic
La Force spéciale de lutte contre le narcotrafic (Fuerza Especial de Lucha Contra el Narcotráfico) créée en 1987, avec environ 6 000 membres, et l'Unité de police mobile pour les zones rurales (Unidad Móvil Policial para reas Rurales--Umopar) sont chargées de lutter contre le narcotrafic. L'UMOPAR, connu sous le nom de Los Leopardos, est créée fin 1983 à la suite de l'accord signée entre les États-Unis et la Bolivie le 11 août 1983.

### Police touristique
La police touristique a des bureaux à La Paz et à Cochabamba est chargée d'offrir une assistance gratuite aux touristes.